# Portail
Pour les articles homonymes, voir Portail (homonymie).

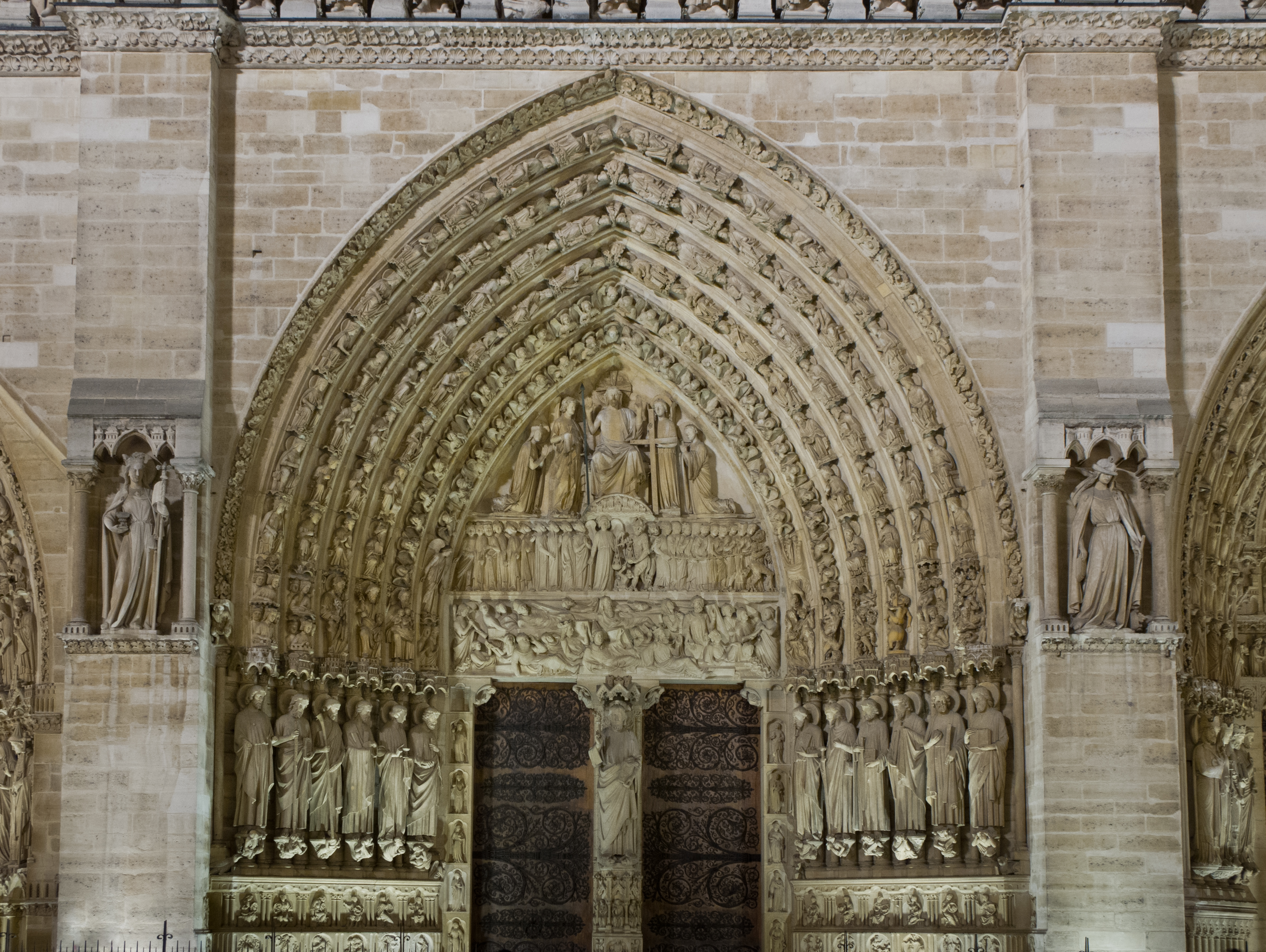
Portail de la cathédrale Notre-Dame de Paris.

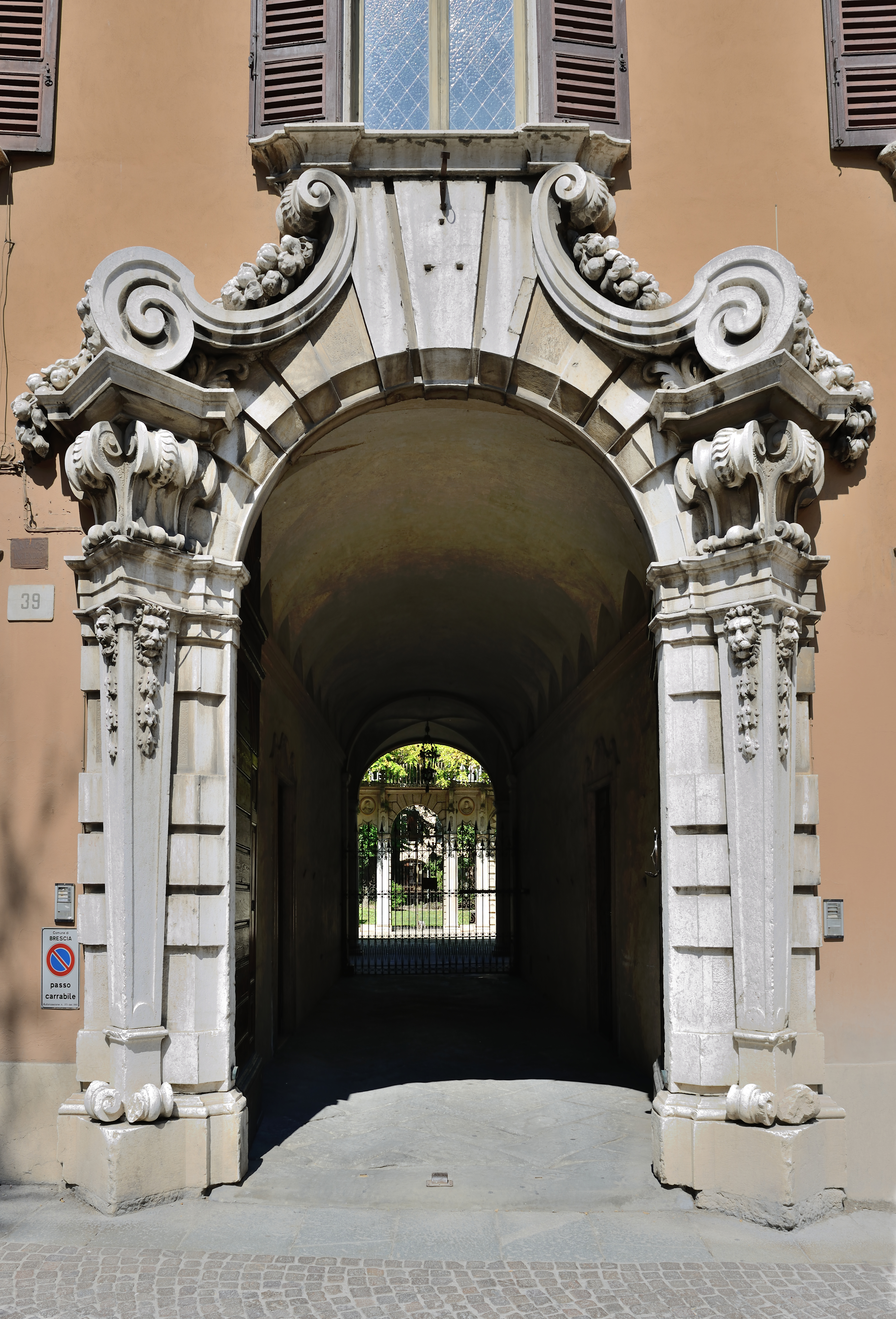
Portail baroque d'un palais privé à Brescia.

Le mot portail est employé pour désigner toute porte plus monumentale qu'une porte ordinaire. Le sens ancien était « grand panneau de bois servant de porte », puis dès le XVIIe siècle, on note les sens actuels restreints aux édifices religieux de « façade d'une église où est la porte principale » et « grande porte d'une église ou d'un temple ».   

## Étymologie
Portail est un dérivé du mot porte, par adjonction du suffixe -al (l'ancien pluriel était portaus), ce suffixe a été confondu avec -ail, le pluriel étant analogue.

## Types de portails
Il existe différents types de portails et il peut s'agir notamment :
- d'une porte principale (permettant le plus souvent le passage des véhicules) pour entrer dans :
  - un domaine ou une propriété généralement entourée par une haie, un mur, ou une autre structure,
  - un bâtiment et sa cour dépendante ;
- au sens architectural, d'une grande porte monumentale, notamment pour les édifices religieux pour lesquels cet élément permettant les cortèges a d'abord été créé avec ce nom différencié. Exemple : la cathédrale de Notre-Dame de Paris possède ses trois portails en façade Ouest.

## Autres significations
Le terme "portail" peut également avoir une signification dérivée dans certains domaines :
- en informatique, un portail (web) est un site web qui peut servir d'accueil ou de site de redistribution vers d'autres pages ou sites liés ;
- en science-fiction, il peut désigner un « vortex », c'est-à-dire un passage à travers l'espace ou le temps, voire diverses dimensions spatio-temporelles.